# Ibrahim Kazanski
Ibrahim (tatarsko Ибраһим, İbrahim, arabsko ابراهیم‎) je bil od leta 1467 do svoje smrti kan Kazanskega kanata, * ni znano, † 1479, Kazan, Kazanski kanat.
Bil je sin kazanskega kana Mahmuda in mlajši brat svojega predhodnika, kana Halila.  Na prestol je prišel po Halilovi smrti. Poročil se je z njegovo vdovo Nur Sultan. 

## Vojne z Moskvo
Leta 1467 je moskovski knez Ivan III. Vasiljevič začel vojno s Kazanskim kanatom, da bi podprl kana Kasima iz Kasimskega kanata kot pretendenta na kazanski prestol.  Kasim je imel podporo tudi samih Kazancev. Ibrahim je v bitki na Volgi popolnoma uničil veliko napadalsko vojsko. V bitki so se morda spopadli tudi ruski in kazanski Tatari. Pohod se je končal neuspešno, ker se napadalcem ni uspelo prebiti preko Volge. Ibrahim se je za napad pozimi maščeval z napadom na moskovska obmejna ozemlja in izropal okolico Galiča Merskega.
Naslednje leto je Ivan III. namestil močne vojaške posadke Nižnem Novgorodu, Muromu, Kostromi in Galiču in začel zelo surovo postopati proti prebivalcem na ozemlju Kazanskega kanata, s čimer je izzval kanat in sprožil veliko vojno. Ibrahim je poslal svojo vojsko v dve smeri: proti Galiču in proti Nižnemu Novgorodu-Muromu. Prva vojska je bila uspešna in je osvojila Kičmengski Gorodok in dva kostromska okraja.  Drugo tatarsko vojsko pod poveljstvom Hodže Berdija so Rusi ustavili in razbili.
Moskva je zatem odprla tretjo fronto. Uškujniki so se z ladjami spustili po Vjatki in Kami  in začeli ropati globoko na kazanskem ozemlju. Kanat se je na napade odzval tako, da je poskušal na severu osvojit Vjatski kraj in v mestu Hlinov vzpostaviti tatarsko uporavo

## Družina
Prva Ibrahimova žena je bila Fatima Šah Sultan, s katero je imel sinove
- Ilhama, kana Kazanskega kanata,
- Melika Tahirja in
- Hudaja Kula (po pokristanjenju Piotr Ibrahimovič), ki je bil po osvojitvi Kazana leta 1487 aretiran in skupaj  materjo in bratom Melikom Tahirjem poslan v Kargolom.

Z drugo ženo Nur Sultan je imel
- Mohameda Amina, kana Kazanskega kanata, in
- Abdela Latifa, kana Kazanskega kanata.

Imel je tudi več hčera, od katerih je po imenu znana samo
- Gauharšad.

## Zapuščina
Kan Ibrahim umrl leta 1479. Pokopan je v Mavzoleju kazanskih kanov v Kazanskem kremlju.
Po Ibrahimovi smrti se je njegova vdova Nur Sultan poročila  s krimskim kanom  Menglijem I. Gerajem in se preselila v Bahčisaraj.  Njena poroka in selitev, ki priča o dobrih političnih, kulturnih in gospodarskih odnosih med Kazanom in Krimom, je olajšala komuniciranje med kanatoma in imela tudi druge pomembne posledice. 

## Sklic
1. ↑   Износков И. А. Горшанда // Энциклопедический словарь Брокгауза и Ефрона : в 86 т. (82 т. и 4 доп.). — СПб., 1890—1907.

## Vira
- Похлёбкин В.В. Татары и Русь. 360 лет отношения Руси с татарскими государствами в XIII—XVI вв., 1238—1598 гг. (От битвы на р. Сить до покорения Сибири): Справочник.  М.: Междунар. отношения, 2005. str. 192.
- Kołodziejczyk, Dariusz (2011). The Crimean Khanate and Poland-Lithuania: International Diplomacy on the European Periphery (15th-18th Century). A Study of Peace Treaties Followed by Annotated Documents. Leiden: Brill.ISBN 9789004191907.

| Ibrahim Kazanski Tukatimuridi |                                   |                  |
| Vladarski nazivi              |                                   |                  |
| Predhodnik: Halil             | Kan Kazanskega kanata 1467 – 1479 | Naslednik: Ilham |